# Philotelma defecta
Philotelma defecta är en tvåvingeart som först beskrevs av Alexander Henry Haliday 1833.  Philotelma defecta ingår i släktet Philotelma och familjen vattenflugor. Inga underarter finns listade i Catalogue of Life.